# Лос Палмарес (Сантијаго Закатепек)
Лос Палмарес (шп. Los Palmares) насеље је у Мексику у савезној држави Оахака у општини Сантијаго Закатепек. Насеље се налази на надморској висини од 1167 м.

## Становништво
Према подацима из 2010. године у насељу су живела 2 становника.

### Хронологија
| Година       | 2000         | 2010 |
| ------------ | ------------ | ---- |
| Становништво | 57 (38 / 19) | 2    |

### Попис
| # | Индикатор                     | Вредност |
| - | ----------------------------- | -------- |
| 1 | Укупно домаћинстава           | 37       |
| 2 | Укупно насељених домаћинстава | 2        |
| 3 | Величина локације             | 1        |